# Oligomeris subulata
Oligomeris subulata là một loài thực vật có hoa trong họ Resedaceae. Loài này được Webb, mô tả khoa học đầu tiên.